# آرثر فريدنريتش
آرثر فريدنريتش (Arthur Friedenreich) (مواليد 18 يوليو 1982)، هو لاعب كرة قدم كان يلعب كمهاجم. يلعب مع منتخب البرازيل لكرة القدم منذ عام 1914.

## وصلات خارجية
- آرثر فريدنريتش على موقع قاعدة بيانات كرة القدم.إي يو (الإنجليزية)
- آرثر فريدنريتش على موقع ليكيب (الفرنسية)
- آرثر فريدنريتش على موقع ناشيونال فوتبول تيمز (الإنجليزية)
- آرثر فريدنريتش على موقع عالم كرة القدم.نت (الإنجليزية)